# Ricard Puig Martí
Ricard "Riqui" Puig Martí (Matadepera, 13 d'agost del 1999) és un futbolista professional català que juga al Los Angeles Galaxy com a interior o mig centre. És fill de Carles Puig, exfutbolista terrassenc. Va començar jugant al club de tennis Egara. Després va jugar al Jàbac Terrassa i la temporada 2013/2014 va anar al FC Barcelona. És internacional amb la selecció catalana.

## Carrera futbolística

### Inicis
La seva trajectòria esportiva ha estat vinculada amb l'entorn vallesà, on la seva família ha estat sempre relacionada amb el món de l'esport. El seu pare, Carles Puig, va ser laterat dret del Terrassa FC, mentre que Riqui va començar a jugar a tennis al Club Egara, on també hi jugava el seu germà Ton, en categoria juvenil d'hoquei herba. Allà va destacar per sobre de la resta de companys i va cridar l'atenció de clubs propers a la zona de Matadepera.
L'any 2007, a 8 anys, va començar a jugar a la Jàbac Terrassa, on va debutar en un amistós de futbol 7 al camp del Sant Cugat. El seu joc va captar les mirades dels grans clubs catalans. Va jugar 6 temporades allà a la divisió d'honor catalana, diversos anys com a capità. Va jugar en diferents posicions però va destacar al mig del camp i en atac com a davanter o alguna vegada com a extrem.

### FC Barcelona
Fins a l'any 2013, Puig va estar defensant la samarreta del Jàbac, fins que a l'estiu d'aquell any el van cridar al filial del FC Barcelona. Guillermo Amor, exjugador del FC Barcelona, seguia les seves passes, i després de jugar un amistós amb aquell Cadet B, com a fals 9, es va incorporar per jugar el seu primer any a Can Barça en categoria cadet. En aquell Cadet B va destacar i va anar millorant fins al punt de començar a escalar categories i disputar molt bons minuts i partits.
Puig va repetir un any més al juvenil B i durant aquella temporada va fer de capità al Juvenil B. Va realitzar una gran UEFA Youth League, competició que va guanyar amb el Juvenil A del FC Barcelona la temporada 2017-2018. La final es va jugar contra el Juvenil A del Chelsea FC, i el Barça la va guanyar per 3-0.
El 24 de febrer d'aquest any va entrar al terreny de joc per substituir Marcus McGuane al Mini en partit de Lliga contra el Nàstic (1-1). Era el minut 68 i el conjunt llavors entrenat per Gerard López perdia per 0-1. El jove vallesà saltava, així, del Juvenil A al Barça B, oferint molta fluïdesa en el mig del camp, que va permetre que l'engranatge funcionés i s'aconseguís el gol de l'empat. En aquell partit va poder demostrar el seu talent i a part de debutar va servir de gran ajuda per guanyar el partit.
L'estiu de 2018 va fer la gira als Estats Units amb el primer equip del Barça entrenat per Ernesto Valverde, i va tenir minuts al trofeu Joan Gamper disputat l'agost de 2018.
El 5 de desembre de 2018, Puig va debutar amb el primer equip del Barça en partit de Copa del Rei a casa contra la Cultural Leonesa, en què va entrar com a substitut al minut 55 i va fer l'assistència del quart gol (el partit va acabar en victòria per 4–1). El 6 de març de 2019 va ser titular amb el primer equip del Barça en la final de la Supercopa de Catalunya. El seu debut a la lliga amb el primer equip del Barça es va produir el 13 d'abril de 2019, en un empat a zero a fora contra la SD Huesca.
L'octubre del 2020, i després que el nou entrenador Ronald Koeman li comuniqués que no comptava amb ell durant la temporada 2020/21, el Futbol Club Barcelona va decidir fer-li fitxa del primer equip. Puig elegí el dorsal número 12. Tot i que no va començar la temporada amb la confiança de Koeman, el jugador generava expectatives a l'entorn blaugrana, que reclamava més participació del jugador, el qual oferia un bon rendiment els minuts que jugava. El 24 de gener 2021, Puig va marcar el seu primer gol pel primer equip en una victòria a fora per 2–0 a l'Estadi Manuel Martínez Valero en lliga, contra l'Elx CF, quan va rematar de cap al minut 89 una assistència de Frenkie De Jong.
La pretemporada 2022-23 l'entrenador Xavi Hernández el va deixar fora de la gira americana de l'equip, per tal que es busqués un equip, ja que no hi comptava per la temporada.

### LA Galaxy
El 4 d'agost de 2022 finalitza la seva etapa pel FC Barcelona després de ser trespassat als LA Galaxy de la MLS, signant un contracte fins al 2025. El club es reservà una opció de recompra i el 50% d'una hipotètica futura venda. De retruc, allibera un salari per continuar rebaixant la massa salarial del club.
El seu bon rendiment a la MLS durant la primera volta de la temporada 2022/2023 va captar l'atenció d'alguns equips de la lliga espanyola, com el Vila-real CF, del que es rumorejà interès durant el mercat d'hivern del mes de gener de 2023.

## Internacional

### Catalunya
El 25 de març de 2019 va disputar amb la selecció catalana el partit contra Veneçuela, que va acabar amb victòria catalana per 2 a 1, a Montilivi.
El maig de 2022 Gerard López el va convocar per disputar el partit Catalunya – Jamaica a Montilivi, una victòria per 6-0 en què Puig va ser titular.

## Estadístiques
| F.C. Barcelona "B" · Catalunya                                                                          | 2.ª           | 2017-18       | 3   | 0 | —  | — | — | — | 3   | 0  |
| F.C. Barcelona "B" · Catalunya                                                                          | 2.ª B         | 2018-19       | 32  | 0 | —  | — | — | — | 32  | 0  |
| F.C. Barcelona "B" · Catalunya                                                                          | 2.ª B         | 2019-20       | 21  | 2 | —  | — | — | — | 21  | 2  |
| F.C. Barcelona "B" · Catalunya                                                                          | Total         | Total         | 56  | 2 | —  | — | — | — | 56  | 2  |
| FC Barcelona · Catalunya                                                                                | 1a            | 2018-19       | 2   | 0 | 1  | 0 | 0 | 0 | 3   | 0  |
| FC Barcelona · Catalunya                                                                                | 1a            | 2019-20       | 11  | 0 | 1  | 0 | 0 | 0 | 12  | 0  |
| FC Barcelona · Catalunya                                                                                | 1a            | 2020-21       | 14  | 1 | 6  | 0 | 4 | 0 | 24  | 1  |
| FC Barcelona · Catalunya                                                                                | 1a            | 2021-22       | 15  | 1 | 1  | 0 | 2 | 0 | 18  | 1  |
| FC Barcelona · Catalunya                                                                                | Total         | Total         | 42  | 2 | 9  | 0 | 6 | 0 | 57  | 2  |
| LA Galaxy Estats Units                                                                                  | 1a            | 2022          | 12  | 3 | ―  | ― | ― | ― | 12  | 3  |
| LA Galaxy Estats Units                                                                                  | 1a            | 2023          | 19  | 2 | 3  | 1 | 0 | 0 | 22  | 3  |
| LA Galaxy Estats Units                                                                                  | Total         | Total         | 31  | 5 | 3  | 1 | 0 | 0 | 34  | 6  |
| Total carrera                                                                                           | Total carrera | Total carrera | 129 | 9 | 12 | 1 | 6 | 0 | 147 | 10 |
| (1) Inclou dades de Copa del Rei i Supercopa d'Espanya (2) Inclou dades de Lliga de Campions de la UEFA |               |               |     |   |    |   |   |   |     |    |

## Palmarès
FC Barcelona
- Copa del Rei: 2020–21[24]
- Lliga Juvenil de la UEFA: 2017–18[25]